# Europeangoldfinch.net
Europeangoldfinch.net is een website, die wordt genoemd in de Amerikaanse serie Prison Break. De echte domeinnaam werd geregistreerd door Twentieth Century Fox Film Corporation op 31 juli 2006. De site is een internetforum dat door Michael en de andere voortvluchtigen wordt gebruikt.

## Berichten
De site heeft een forum met daarop enkele topics. De meeste berichten lijken inderdaad te gaan over een vinkje, maar in enkele topics komt Prison Break terug. Zo heeft de gebruiker FISH 40 het in een van de topics over 'Bolshoi Booze 6/4', Bolshoi Booze is ook de naam van een aflevering en staat voor de coördinaten 32° 0′ 9″ NB, 104° 57′ 9″ WL. 6/4 staat voor de datum 4 juni.
In de eerste aflevering van seizoen 4 post Alexander Mahone dat hij informatie heeft over Sara. Dit bericht staat echter niet op de site zelf.

## Rol in de serie
De naam van de site wordt genoemd in de aflevering Subdivision. Michael Scofield vertelt daarin aan Fernando Sucre dat hij naar die site toe moet gaan als hij met hem wil communiceren.
In de aflevering Wash wil C Note contact opnemen met Michael Scofield via deze website, maar dat lukt hem even niet. In de aflevering Panama komt de website terug in het verhaal, als Michael het forum bekijkt. Sucre plaatst een bericht en Michael gaat vervolgens naar het hotel. Daar blijkt echter dat niet Sucre, maar FBI-agent Alexander Mahone het bericht heeft geplaatst, om Michael zo in de val te lokken.